# Магеррамов, Амиль Мамедали оглы
Магеррамов Амиль Мамедали оглы (азерб. Məhərrəmov Amil Məmmədəli oğlu; 24 декабря 1974,  Азербайджанская ССР, СССР) — доктор экономических наук, профессор, экономист.

## Биография
Амиль Мамедали оглы Магеррамов родился 24 декабря 1974 года в Азербайджане, в городе Баку. В 1981—1991 годах учился в средней школе номер 54.
В 1996 году окончил факультет «Социальных наук и психологии» Бакинского Государственного университета по специальности экономической теории с красным дипломом, в 1996—2000 годах учился в аспирантуре по специальности 08.00.01. — «Экономическая теория».

## Трудовая деятельность
Начал трудовую деятельность в декабре 1995 года с должности главного лаборанта в Институте экономики Национальной академии наук Азербайджана.
Начиная с 1999 года, работал почасовым преподавателем на кафедре «Международные экономические отношения и управление», с 2000 года заменяющим преподавателем на полштата и в 2012 году перешёл на должность старшего преподавателя с полным штатом.
С 2002 года работал на должности заместителя декана по образовательной части на факультете «Международные отношения и международное право».
В 2006 году получили научное звание доцента и с того же года возглавил в качестве и. о. заведующего кафедру «Организация таможенного дела и управление» и продолжил научно-педагогическую деятельность в качестве доцента.
В 2011 году был избран на должность заведующего кафедрой «Экономика и управление». С 2015 года является профессором данной кафедры.

## Научная и педагогическая деятельность
Научные степени и звания
1.Кандидат экономических наук. В 2001 году защитив диссертацию на тему «Развитие малого и среднего предпринимательства в Азербайджане» получил научную степень кандидата экономических наук. [Специальность: 08.00.01- Экономическая теория].
2.Доктор экономических наук. В 2010 году защитив диссертацию на тему «Формирование таможенной политики и перспективы развития Азербайджана в интеграции в мировую экономику в условиях глобализации», получил степень доктора экономических наук. [Специальность: 08.00.05-Экономика и управление народного хозяйства].
3.Доцент — диплом DS № 02471. 2006.Решение Высшей аттестационной комиссии при Президенте Азербайджана (протокол № 11-R 04.04.2006).
4. Профессор -диплом PR № 01422. 2015. Решение Высшей аттестационной комиссии при Президенте Азербайджана (протокол № 04-R 27.02.2015).
Научное творчество
170 научных трудов (251,5 п.л.), в том числе, автор 4 монографий, 15 учебных программ, 1 методическое пособия, 1 учебного пособия и 3 учебников.
На международных конференциях, симпозиумах и конгрессах в иностранных государствах выступал с около 20 научными статьями и труды были опубликованы в научных изданиях соответствующих государств.
Направление научной деятельности
Исследование современных направлений развития мировой экономики, регулирования внешнеэкономической деятельности и проблемы управления предпринимательской деятельностью

## Основные исследования по научной специализации
Внешнеэкономическая деятельность — регулирование внешнеэкономической деятельности в условиях рыночной экономики, обеспечение экономической безопасности и защита общенациональных интересов, выбор и применение рациональных методов, форм и средств при построении внешнеэкономических связей, изучение проблем, связанных с местом, ролью и функциями государства в регулировании внешнеэкономической деятельности, особенности международной торговли в период возникновения экономической науки и в современный период, его теоретические концепции, внешнеторговая политика, механизм регулирования внешнеторговых операций, система таможенных выплат, таможенный тариф как общая форма таможенных пошлин и налогов, особенности валютных отношений и валютной политики во внешнеэкономической деятельности, документация во внешнеэкономической деятельности, экономическая безопасность и механизмы его обеспечения, текущее состояние внешнеторговых операций в Азербайджане и тенденции развития перспектив, нетарифное регулирование внешнеэкономической деятельности.
Новые экономические проблемы — теоретико-методологические механизмы регулирования структурных реформ, малый и средний бизнес, региональная экономика, туризм, глобализация и регионализация, Великий Шелковый путь, транспортный коридор Север-Юг и стимулирования социально-экономического роста, проблемы развития третьего сектора, усовершенствование системы социального обеспечения, принципы системного и ситуативного подхода в анализе инвестиционных проектов, перспективы развития регионального предпринимательства, тарифные преференции и прогрессивная модель таможня-бизнес, национальная, экономическая, энергетическая продовольственная и транспортная безопасность, информационно-коммуникационные технологии, концепция электронного правительства, развитие электронного правительства, развития информационного общества, экономика информационных ресурсов.
Проблемы развития образования — Болонский процесс, подготовка магистров, экономическая дипломатия, экономика фирмы, обучение мировой экономики, подготовка магистерских диссертаций, организация научно-исследовательской и научно-педагогической практики магистранта, разработка и презентация рефератов, подготовка докторов философии и докторов наук.

## Монографии
- Теоретические и практические проблемы формирования и развития таможенной политики (в практике Азербайджанской Республики). Монография, Баку, 2009 г., 31 п.л. В монографии изучаются вопросы истории формирования таможенной политики, его сущности и особенностей, проблемы взаимной связи и экономического сотрудничества в условиях глобализации, основные особенности таможенной тарифной и нетарифной политики, практики их применения и перспективы развития, формирования таможенной политики на универсальном уровне, влияние международных договоров на осуществление таможенной политики, роль Всемирной Торговой организации и Международной таможенной организации на формирование таможенной политики, регулирование таможенной политики на региональном уровне, различия между формированием таможенной политики в Азербайджане и Европейском регионе и СНГ. Анализ данных вопросов в местной и международной практике был осуществлён на основе применения местной и мировой экономической литературы. Дополнительно в монографии были изучены особенности формирования таможенной политики Азербайджана в рамках двусторонних договоров и международных организаций (ГУАМ, ОЧЭС и Организации Исламской Конференции)
- Предпринимательство: от теории до практики. Монография, Баку, 2009 г., 22,5 п.л. В монографии анализируются этапы развития предпринимательской деятельности, теоретические и практические вопросы регулирования соответствующей деятельности, формирование правовой и экономической базы, роль предпринимательства в экономике Азербайджана на новом уровне развития и вопросы его влияния на экономическое развитие. Все это анализируется на основе внутригосударственных законов и международной практики. В монографии дополнительно также были включены законы, указы и распоряжения Азербайджанской Республики и статистические данные по предпринимательству.
- Внешние экономические связи Азербайджана: достижения и перспективы. Монография, Баку, 2015 г., 20,5 п.л. Монография состоит из 9 глав. Она посвящена широкому анализу различных направлений внешнеэкономических связей Азербайджана — внешней торговле, валютным отношениям, деятельности совместных и иностранных предприятий, международному сотрудничеству в сфере науки и образования, туристическим связям, государственному регулированию внешнеэкономических связей и другим вопросам. Также в хронологическом порядке анализируются исторические аспекты построения внешних торговых связей Азербайджана. В книге также с теоретической точки зрения анализируются глобальные проблемы и сущность процесса глобализации. Определяются вопросы влияния участия Азербайджана в процессе глобализации на экономическую безопасность страны.
- Современная банковская система и банкинг. Монография, Баку, 2015 г., 48 п.л. В монографии нашли отражение формирование понятия банка, его исторический генезис, экономические основы формирования банков и первичные финансовые условия деятельности, различные подходы к сущности банков. Помимо этого были проанализированы современные формы банковской системы, роль банков в формировании финансово-кредитной системы, роль Центрального банка в экономической деятельности государства, правово-экономические основы деятельности коммерческих банков. Вторая часть монографии посвящена банковским операциям, сущности денежных расчётов и его современным формам, общей характеристике посреднических услуг в банках. В другой части были исследованы вопросы банковской ликвидности, аудиторской деятельности в банковской сфере, вопросы учёта и отчетности. В последнем разделе была проанализированы банковская система Азербайджана и её особенности, роль банковской системы в регулировании и оздоровлении макроэкономики страны. В монографию также дополнительно были включены законы, указы и распоряжения, принятые в Азербайджане в данной сфере. Также были широко освещены вопросы укрепления банковской деятельности в стране, повышения научно-исследовательской базы, механизмы стратегии и регулирования, а также деятельности соответствующих структур.

## Учебники
- Регулирование внешнеэкономической деятельности. Учебник, Баку, 2008. 25 п.л.
- Экономическая дипломатия. Учебник, Баку, 2009. 24 п.л.
- Экономика Азербайджана. Учебник, Баку, 2011. 32,6 п.л.
- Экономика фирм. Учебник, Баку, 2013. 23.5 п.л.
- Экономическая дипломатия (второе издание). Учебник, Баку, 2013. 24 п.л.

## Методические пособия и учебные программы
- «Государственное регулирование экономики» учебный программ. Баку, Министерство Образования Азербайджанской Республики, 2002 г.
- «Менеджмент и маркетинг» методическое пособие. Баку, Министерство Образования Азербайджанской Республики, 2005 г.
- «Роль информации в таможенном деле» учебный программ. Баку, Министерство Образования Азербайджанской Республики, 2005 г.
- «Таможенное делопроизводство» учебный программ. Баку, Министерство Образования Азербайджанской Республики, 2005 г.
- «Менеджмент и маркетинг» учебный программ. Баку, Министерство Образования Азербайджанской Республики, 2005 г.
- «Процесс и основа управления в системе таможенных органов» учебный программ. Баку, Министерство Образования Азербайджанской Республики, 2006 г.
- «Таможенные отношения Азербайджана с зарубежными странами» учебный программ. Баку, Министерство Образования Азербайджанской Республики, 2006 г.
- «Таможенная экспертиза» учебный программ. Баку, Министерство Образования Азербайджанской Республики, 2007 г.
- «Валютное регулирование внешнеэкономической деятельности» учебный программ. Баку, Министерство Образования Азербайджанской Республики, 2007 г.
- «Налоговое регулирование внешнеэкономической деятельности» учебный программ. Баку, Министерство Образования Азербайджанской Республики, 2007 г.
- «Экономическая дипломатия» учебный программ. Баку, Министерство Образования Азербайджанской Республики, 2011 г.
- «Экономика предприятия» учебный программ. Баку, Министерство Образования Азербайджанской Республики, 2011 г.
- «Экономика и управление социальной сферы» учебный программ. Баку, Министерство Образования Азербайджанской Республики, 2015 г.
- «Экономика фирмы» учебный программ. Баку, Министерство Образования Азербайджанской Республики, 2015 г.
- «Экономика Азербайджана» учебный программ. Баку, Министерство Образования Азербайджанской Республики, 2015 г.
- «Экономическая дипломатия» учебный программ. Баку, Министерство Образования Азербайджанской Республики, 2015 г.

## Направление научной деятельности
Тенденции развития мировой экономики и проблемы экономической дипломатии

## Проекты и экономическое обоснования
- Грантовыйпроект "«Применение методологии оценки конкурентоспособности в концепции устойчивого развития азербайджанской экономики», утверждённый Фондом развития науки при Президенте Азербайджана. Баку, 2013.
- «Исследование нейро-нечетким методом рационального использования нетрадиционных источников энергии в стратегии устойчивого развития Азербайджана», утверждённое Фондом науки Государственной нефтяной компании Азербайджана. Баку, 2014.

## Редакционная деятельность
- Соредактор журнала «Международное право и интеграционные проблемы».
- «Большая Экономическая Энциклопедия» в 7 томах. Баку, Издательский дом «Восток-Запад», 2012—2015. Заместитель главного редактора.
- Член редакционной коллегии журнала университета «Тафаккур». Центр науки и образования «Тафаккур».
- Член редакционной коллегии научно-практического журнала «Кооперация» Университета Кооперации Азербайджана.